# 디지몬 고스트 게임
《디지몬 고스트 게임(일본어: デジモンゴーストゲーム, Digimon Ghost Game)》은 도에이 애니메이션에서 제작한 TV 애니메이션으로, 신 디지털 몬스터의 2번째 작품이다. 2021년 10월 3일부터 2023년 3월 26일까지 후지 TV에서 방영했으며, 대한민국에서는 2022년 8월 2일부터 2023년 10월 3일까지 재능TV에서 방영했다.

## 개요
본 작품에서는, 스토리와 캐릭터를 일신해, 새로운 시리즈용으로 그려내려진 3마리의 디지몬들(감마몬, 앙고라몬, 젤리몬)이 첫 등장하는 완전 오리지널 스토리의 TV 시리즈로서 방송된다.
이야기의 무대는 「“아주 조금 미래의” 세계」로 설정되고, 아버지가 남겨준 디지바이스-V-의 작동으로 인해 디지몬들이 보이게 된 주인공인 아마노카와 히로가 감마몬과의 만남에 따라 다양한 괴기현상에 휘말려가는 모습을 그린다.
캐치 카피는 「녀석들은 네 곁에 있다」.
방송기간 중인 2022년 3월 6일에 도에이 애니메이션의 사내 네트워크에 대한 제3자의 부정접속이 있었음이 확인되고, 같은 달 11일에는 이에 따라 사내 시스템의 일부를 정지함으로써 동사가 제작한 TV 애니메이션 4 작품의 방영 스케줄에 변경이 생긴다는 사실이 동사로부터 발표되었다. 본 작품도 대상에 포함되어 있으며, 2022년 3월 20일 이후의 방송 예정에 대해서는 확정되는 대로 공식 사이트나 공식 SNS에 발표할 것을 아울러 고지하고 있다. 이후 4월 6일에 17일부터 방영 재개가 발표되었다.

## 방송 일시
| 방송 채널 | 방송일                            | 방송 시간 |
| --------- | --------------------------------- | --------- |
| 후지 TV   | 2021년 10월 3일 ~ 2023년 3월 26일 | 종료      |
| 재능TV    | 2022년 8월 2일 ~ 2023년 10월 3일  | 종료      |

## 등장인물

### 주요 인물
- 아마노가와 히로(일본어: 天ノ河 宙)/은하준

성우 : 타무라 무츠미/여민정
이 이야기의 주인공으로 사립 하사쿠라 학원 중학교 1학년, 만 13살. 대부분의 일은 스스로 어떻게든 하는 착실한 사람이며, 남에게 잘 의지한다. 부탁은 거절하지 않는다. 탐구심이 매우 강하고 감마몬과 만나면서 디지몬에 흥미를 갖기 시작한다.
- 감마몬(일본어: ガンマモン)

성우 : 사와시로 미유키/오로아
히로의 파트너 디지몬. 히로의 아버지 호쿠토가 보내 히로 앞에 나타난 디지몬. 호기심이 많고 무엇이든 깨물어보는 버릇이 있다. 장난꾸러기지만 히로의 말은 잘 듣는다. 가장 좋아하는 음식은 초콜릿으로 '최강'이라고 부를 정도.
- 에스피몬(일본어: エスピモン)

성우 : 코바야시 유미코/한경화
히로의 또 다른 파트너 디지몬으로, 제38화부터 등장. 정보 수집과 비행 능력이 뛰어나다. '아마노카와 히로'라는 인물을 찾고 있지만 히로와는 다르다고 일축하고 있어 그를 가짜 히로라고 부른다. 사실 호쿠토에서 히로에 대해 소개할 때 '(얼굴이) 나랑 똑같다는 말을 들은 것'을 '(젤리몬 왈) 호쿠토를 쏙 빼닮은 카피'로 오해하고 있어 차이가 발생하고 있지만 본인은 그걸 깨닫지 못하고 있다.
- 츠키요노 루리(일본어: 月夜野 瑠璃)/문유리

성우 : 코바야시 유우/장예나
이 이야기의 히로인으로 중고일관 여학교 중학교 1학년, 만 13살. 히로와 같은 나이의 여학생. 누리소통망(SNS)에서 인기가 급격하게 올라가는 '리루룽'이라는 계정을 운영하고 있다. 친구도 많고, 사교적. 자신에게 딱 맞는 것을 찾기 위해, 무엇이든지 깊이 파고들고 싶어한다.
- 앙고라몬(일본어: アンゴラモン)

성우 : 나카이 카즈야/박주광
루리의 파트너 디지몬. 긴 귀로 느긋하게 하늘을 나는 큰 몸집의 디지몬. 청각이 예민해 멀리서 들리는 소리도 알아들을 수 있다. 항상 침착하고 어른스러운 성격. 디지털 월드에 대해서도 잘 알고 있다. 루리의 피아노 연주를 듣는 걸 좋아한다.
- 히가시미타라이 키요시로(일본어: 東御手洗 清司郎)/이청솔

성우 : 이시다 아키라/이상운
사립 하사쿠라 학원 중학교 2학년, 만 14살. 미국의 대학원을 월반으로 졸업한 천재로, 왠지 일본에서 학생 생활을 하고 있다. 평상시에는 위에서 내려보는 듯한 시선으로 말하지만 실은 상당한 겁쟁이다. 하지만, 한번 스위치가 들어가면..? 
- 젤리몬(일본어: ジェリーモン)

성우 : 시마무라 유우/강새봄(제48화까지)→김예령(제49화부터)
키요시로의 파트너 디지몬. 탱글탱글한 머리를 가진 연체형 디지몬. 벽이나 지면을 자유자재로 빠져 나갈 수 있다. 여왕님처럼 기가 세고, 지기 싫어는 성격이다. 인간의 일을 매우 재미있어하며, 게임 감각으로 참가하려고 한다. 키요시로를 겁주는 것을 매우 재밌어한다.

## 제작진
- 제작: 도에이 애니메이션
- 저작권: 도에이 애니메이션

## 주제가

### 일본어판

#### 오프닝
《Faction》
작사, 작곡 - 타마야2060%
노래 - Wienners

#### 삽입곡
《First Riders》
작사 - 오오모니 쇼코 / 작곡, 편곡 - 와타나베 첼
노래 - 마사쿠라 요시마사
《MAKUAKE》
작사 - 오오모니 쇼코 / 작곡, 편곡 - 와타나베 첼
노래 - 마사쿠라 요시마사

#### 엔딩
《페달》(제1화 ~ 제12화)
작사, 작곡 - 나가이 렌 / 편곡, 노래 - 아이이로 아폴로
《왜냐하면 오늘까지 상사병인걸》(제13화 ~ 제21화)
작사, 작곡, 편곡 - Chinozo
노래 - BMK
《빛나는 것들》(제22화 ~ 제31화)
작사, 작곡 - 시오타 타이키 / 편곡, 노래 - Bye-Bye-Hand의 방정식
《몬스터 디스코》(제32화 ~ 제44화)
작사, 작곡 - 스가 시카오 / 편곡 - 햐다인
노래 - 스가 시카오×햐다인
《STRAWBERRY》(제45화 ~ 제57화)
작사, 작곡 - 사토 타케시 / 편곡, 노래 - kobore
《Take Me Maybe》(제58화 ~ 최종화(67))
작사, 편곡, 노래 - Penthouse / 작곡 - 나미오카 신타로

### 한국어판

#### 오프닝
《Faction》
노래 - 박상민, 리수빈(대구광역시 경북대학교 사범대학 부설초등학교 5학년)

#### 삽입곡
《First Riders》
노래 - 더원
《MAKUAKE》
노래 - 더원

#### 엔딩
《Hello, shooting star》(제12화까지)
작사 - YUKA / 작곡, 편곡 - K. MASAKI
노래 - 김보민(경기도 남양주시 와부초등학교 5학년)
《답답한 세상 위에서》(제22화까지)
작사, 작곡 - 사사쿠라 유고 / 편곡 - 시마다 마사노리
노래 - 황금단비(대구광역시 경북대학교 사범대학 부설초등학교 5학년)
《Pride of Tomorrow》(제32화까지)
작사 - 타츠타노 준 / 작곡 - 스미다 신야 / 편곡 - 우사미 히데후미
노래 - JUNE
《Brand New Map》(제44화까지)
작사 - 타츠타노 준 / 작곡 - 와다 마사야 / 편곡 - Jin Nakamura, 와다 마사야
노래 - K
《페어리 테일》(제56화까지)
작사, 작곡, 편곡 - 스콥
노래 - 윤아영(경기도 남양주시 도농초등학교 6학년)
《바람 소리를 들으며》(최종화(67)까지)
작사, 작곡, 편곡 - 40mP
노래 - 윤아영(경기도 남양주시 도농초등학교 6학년)